# Kangaroo (trasporto truppe)
Il Kangaroo era un veicolo corazzato per il trasporto della fanteria realizzato, su scafi di mezzi diversi, dalle forze armate britanniche e del Commonwealth durante la seconda guerra mondiale. Si può ritenere il precursore dei moderni APC e IFV.

## Storia
Durante il secondo conflitto mondiale gran parte della fanteria meccanizzata veniva trasportata su veicoli semicingolati leggeri o su autocarri. La protezione e la mobilità offerta da questi mezzi era inferiore a quella dei carri armati con i quali le truppe operavano. Si veniva così a creare un problema tattico in quanto la fanteria per operare congiuntamente ai carri doveva poter godere di una mobilità e di una protezione comparabile a quella di questi ultimi. Il problema della protezione era particolarmente sentito nelle forze armate britanniche e del Commonwealth che incontravano maggiori difficoltà nel reintegrare le perdite subite. Il Kangaroo rappresentò una risposta a questi problemi.
Inizialmente furono utilizzati 102 semoventi M7 Priest forniti ai britannici dagli Stati Uniti d'America. Con l'avvento del Sexton dotato del cannone da 88 mm standard dell'esercito britannico questi mezzi, dotati invece del cannone statunitense da 105 mm che richiedeva una sua linea di rifornimento, furono accantonati. Il cannone venne smontato e l'apertura frontale nello scafo del pezzo venne chiusa con una piastra saladata. In questa configurazione il mezzo poteva trasportare 12 soldati. Il primo impiego operativo di questi veicoli avvenne durante l'operazione Totalize nella zona a sud di Caen. Vennero anche utilizzati nei successivi attacchi condotti dalle truppe canadesi contro i porti del canale della Manica. I primi Kangaroo erano inquadrati nel 1° Canadian Armoured Personnel Carrier Squadron.
In seguito i Priest furono restituiti all'esercito statunitense, per cui fu necessario reperire altri mezzi da trasformare in trasporto truppe corazzate. Tra i diversi mezzi utilizzati figurano il carro canadese Ram, altri M7, dei carri M3 Stuart e anche alcuni scafi dello Sherman. Tutti mezzi che subirono questa trasformazione furono designati sempre Kangaroo. I veicoli furono assegnati alla 1ª Canadian Armoured Regiment e al 49th Armoured Personnell Carrier Regiment della 79th Armoured Division.
I Kangaroo furono utilizzati a partire dalle fasi immediatamente successive allo sbarco in Normandia fino alla fine del conflitto in Europa.

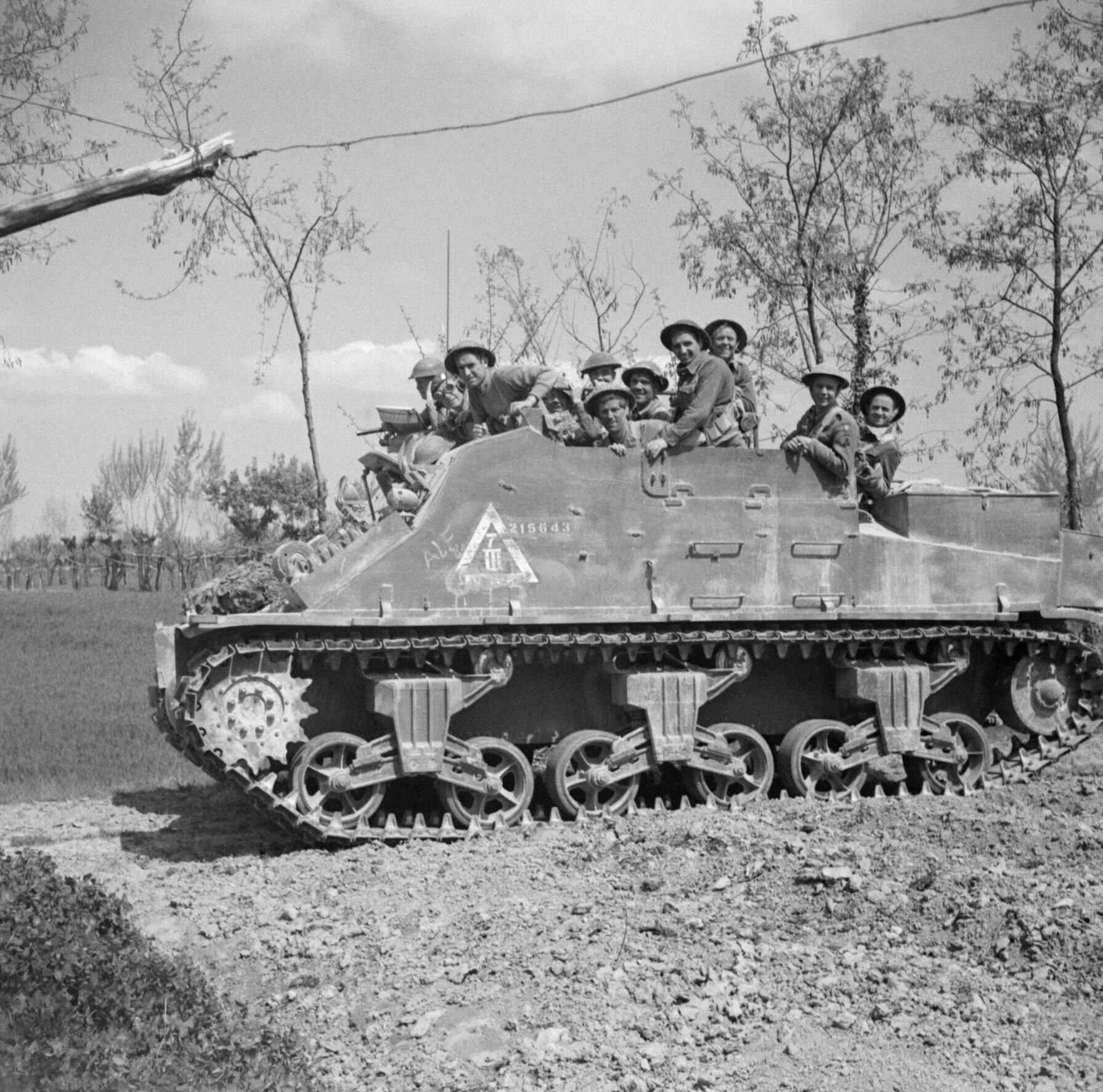
Un Kangaroo su scafo M7 Priest a Conselice